# Moustapha Saya Kaigama
 (mars 2024).
Moustapha Saya Kaigama, né le 4 août 1981 à Nanga-Eboko, est un homme politique camerounais. 
Il est élu député de la circonscription du Mbam-et-Kim (région Centre), membre du bureau de l’Assemblée nationale et militant du Rassemblement démocratique du peuple camerounais (RDPC).

## Biographie
Moustapha Saya Kaigama est né le 4 août 1981 à Nanga-Eboko. 
Il est marié et père de plusieurs enfants.

### Formation
Moustapha Saya Kaigama obtient le CEPE (Certificat d’étude primaire et élémentaire) au cours moyen première année (CMI) en 1991 et le baccalauréat de l'enseignement secondaire général série A4 allemand en 1998. 
Il obtient en 2001 une licence en économie monétaire et bancaire à l'université de Ngaoundéré, puis une maîtrise en économie de gestion dont le mémoire s'intitule « Gestion stratégique de l'information et pérennité d'une institution de microfinance : cas de la Cameroon Cooperative Credit Union League (CAMCCUL) » à l'université catholique d'Afrique centrale. En 2007, il obtient le Hight Troughput Satellite System Certificate de l'Académie chinoise de technologie spatiale, équivalent à un master professionnel en gestion des programmes spatiaux et des applications technologiques des satellites.

### Carrière politique
Moustapha Saya Kaigama s'engage en 2003 au sein du Rassemblement démocratique du peuple camerounais (RDPC), parti du président de la République Paul Biya, au comité de base de Yoko, et devient trésorier de la section Mbam-et-Kim Nord en 2005. Il passe de simple militant à élu au Parlement camerounais, où il occupe plusieurs fonctions : député, secrétaire du bureau de l'Assemblée nationale, président du groupe d'amitié interparlementaire Argentine-Cameroun et trésorier du réseau parlementaire pour la diaspora et les collectivités décentralisées (REPCOD). Président du Comité Départemental de Suivi et d’Exécution Physico-financier des Projets d'Investissement Public dans le Département du Mbam-et-Kim

### Positions politiques
Moustapha Saya Kaigama prend position pour la mise en place d'un programme spatial camerounais.

### Articles de presse
1. « Hon. Saya Kaigama, Presents tear-provoking situation of part time teachers and nurses », The Eagle's Eye, 1er avril 2022 (consulté le 15 avril 2022)
2. « Cinq ministres sur le gril », Cameroon Tribune, 28 mars 2022, p. 12 (consulté le 15 avril 2022)
3. « Agir Ensemble, Honorable Moustapha Saya : Le point à mi-parcours », Le temps du Mbam et kim, n° 77, 25 octobre 2021, pages 8-9 (consulté le 15 avril 2022).
4. « Les 150 jours de Moustapha SAYA », La Voix-Des Décideurs, édition n° 64 du 4 août 2020 (consulté le 15 avril 2022).